# ダニール・メドベージェフ
- ダニール・メドベデフ

ダニール・セルゲーエヴィチ・メドヴェージェフ（Daniil Medvedev, ロシア語: Дании́л Серге́евич Медве́дев, 1996年2月11日 - ）は、ロシア・モスクワ出身の男子プロテニス選手。ATPランキング自己最高位はシングルス1位、ダブルス170位。これまでにATPツアーでシングルス20勝を挙げている。身長198cm、体重83kg。右利き、バックハンド・ストロークは両手打ち。「メドベデフ」の表記揺れも多い。
2021年全米オープン優勝者。2020年ATPファイナルズ優勝者。ATPマスターズ1000で6度の優勝がある。

## 選手経歴

### ジュニア時代
メドベージェフはモスクワで生まれて、6歳の頃にテニスを始める。母親がテニススクールとスイミングスクールの広告を見かけてエンジニアの父親に相談して始めたのがきっかけである。スポーツ以外にはチェンバロやギターなどの楽器の演奏も習っていた。
物理学と数学が得意で、モスクワ国際関係大学に進学して経済学と商業学を学んでいたが、テニスに専念するために大学を中退。その後両親と一緒にフランスに移り、現地のテニスアカデミーでトレーニングをするようになる。フランスに移り住んだことで母国語のロシア語に加え英語、フランス語が流暢に話せることになった。

### 2015-2016年 プロ転向

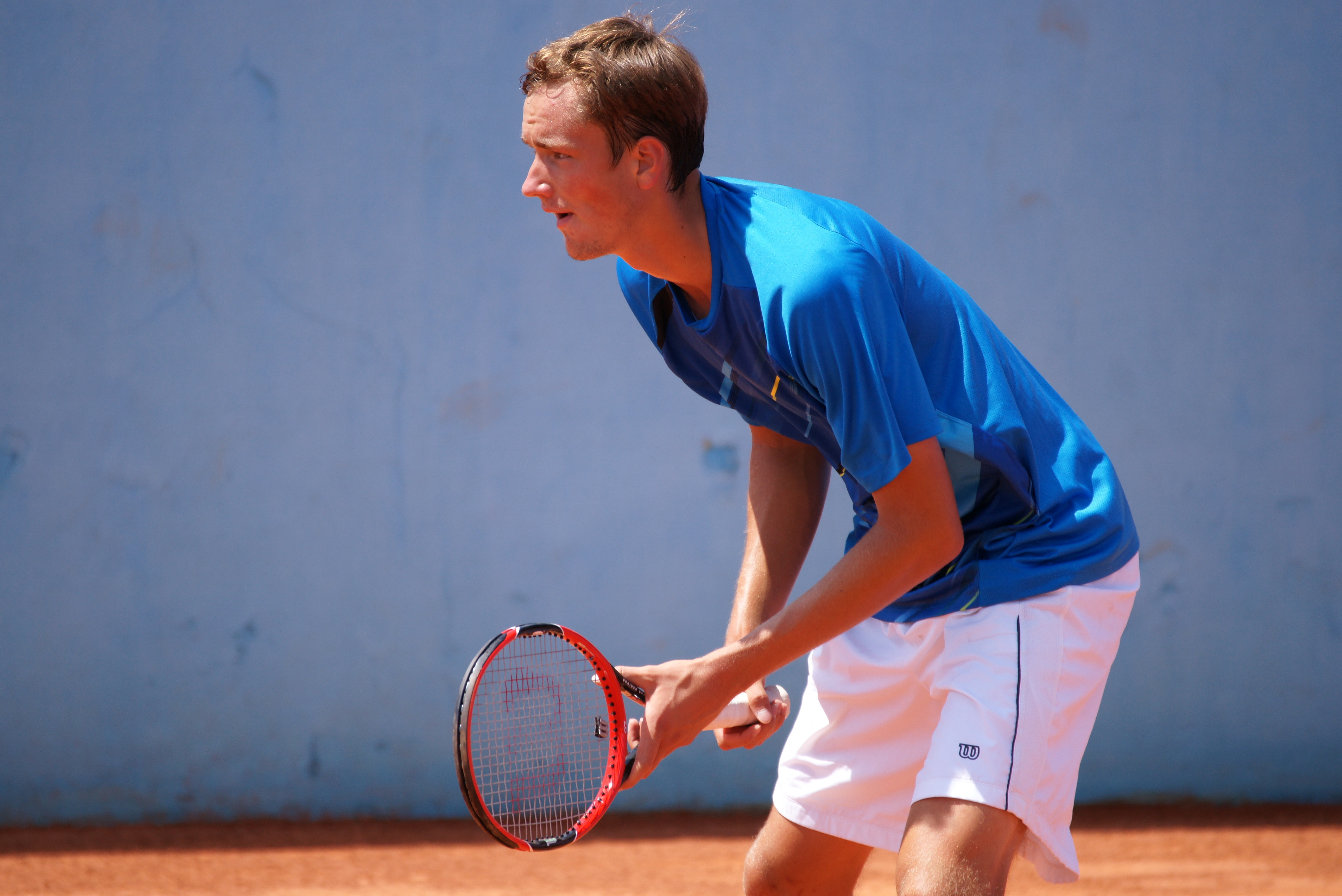
2015年ニース・オープンでのダニール・メドベージェフ

2015年にプロに転向。2016年のニース・オープンでツアーシングルス本戦初出場。サバンナ・チャレンジャーの2回戦でドナルド・ヤングと対戦した際、審判も黒人であるがために「友人」のヤングに有利な判定をしたと暴言を吐き、この差別的な言動により失格となった。

### 2017年 NextGenファイナルズ3位

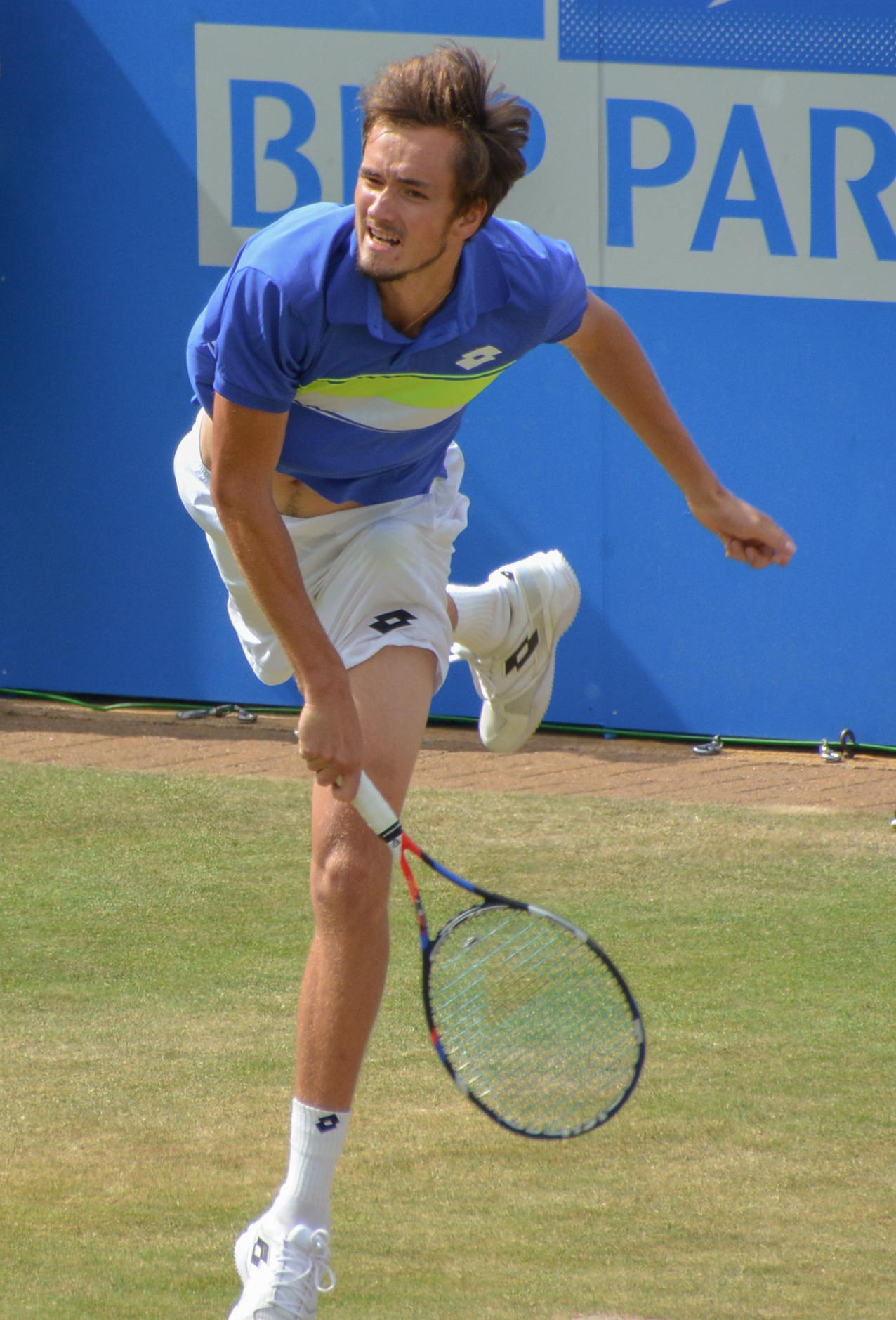
2017年クイーンズ・クラブ選手権でのダニール・メドベージェフ

1月のチェンナイ・オープンでATPツアー初の決勝に進出した。決勝でロベルト・バウティスタ・アグートに 3-6, 4-6 で敗れ準優勝となった。
4大大会では全豪オープンで初出場。ウィンブルドン選手権では1回戦で第5シードのスタン・ワウリンカを 6–4, 3–6, 6–4, 6–1 で破る殊勲を挙げた。しかし2回戦では主審に不満を露わにし、試合後には審判台に向かって小銭を投げつけた。
2017年7月24日付のランキングで48位となりトップ50入り。11月の21歳以下限定のネクストジェネレーション・ATPファイナルにも出場し、ラウンドロビンを突破するも準決勝で鄭現に敗れた。

### 2018年 ツアー初優勝

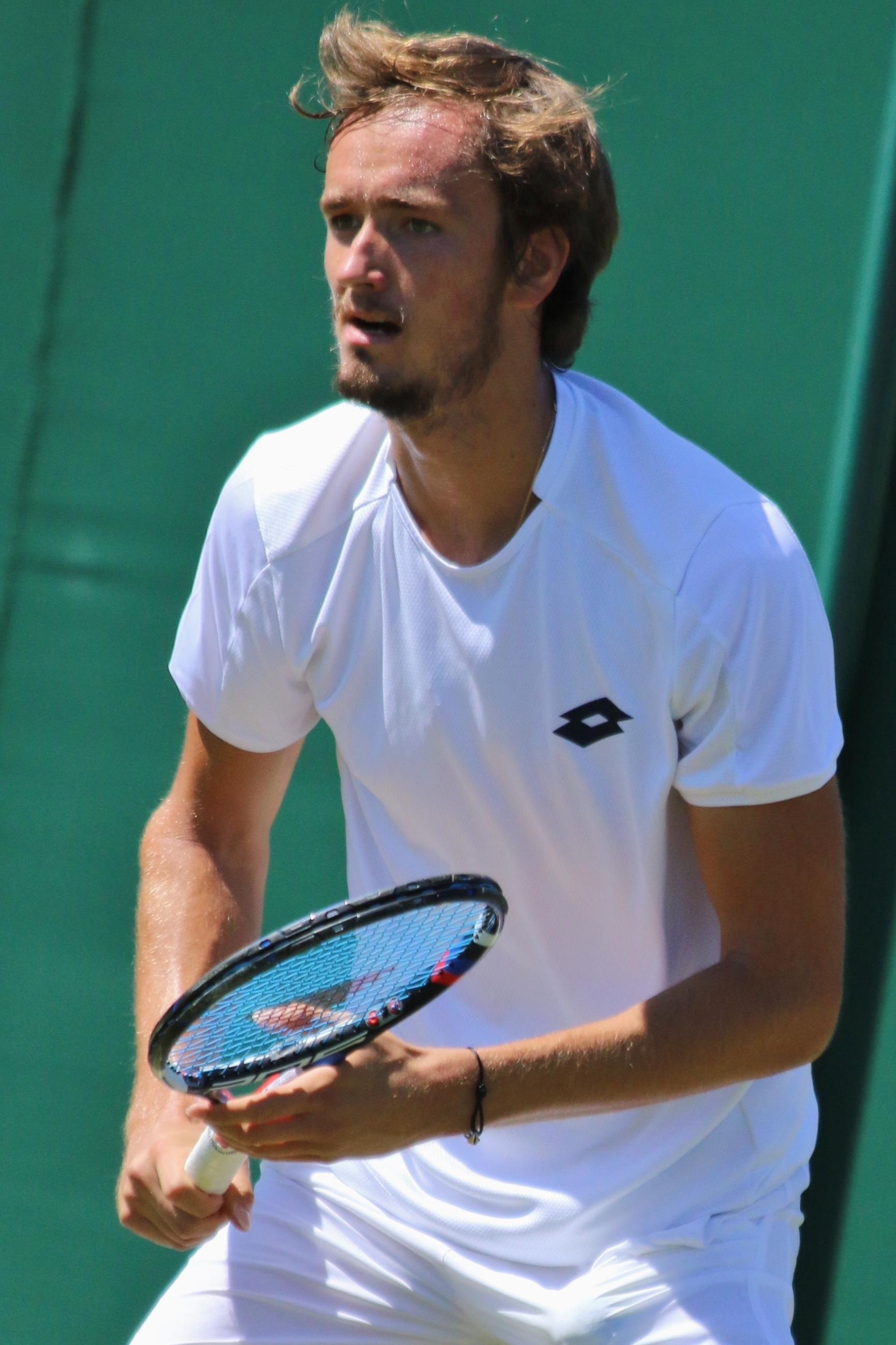
2018年ウィンブルドンでのダニール・メドベージェフ

年始のシドニー国際でツアー2回目の決勝進出。決勝で地元オーストラリアのアレックス・デミノーに1-6, 6-4, 7-5で勝利し、ATPツアー初優勝を果たした。8月のウィンストン・セーラム・オープンでツアー2勝目を挙げる。10月の楽天ジャパン・オープンでは予選から勝ち上がり、決勝で第3シードの錦織圭を 6–2, 6–4 で破り、500シリーズ初優勝。

### 2019年 マスターズ初優勝 全米準優勝 ATPファイナルズ初出場 トップ10入り
全豪オープンでは4回戦進出。2月のソフィア・オープンで優勝して、ツアー4勝目を挙げる。バルセロナ・オープンでも決勝進出し、ドミニク・ティームに敗れ、準優勝。モンテカルロ・マスターズではノバク・ジョコビッチを破り、ベスト4進出をしている。
ウィンブルドン選手権は3回戦で敗退したが、7月15日付のランキングで10位となりトップ10入りを果たした。シティ・オープンとロジャーズ・カップで2週連続決勝進出したが、それぞれニック・キリオスとラファエル・ナダルに敗れた。
ウエスタン・アンド・サザン・オープンでも準決勝でジョコビッチを下して3週連続となる決勝進出を決め、決勝ではダビド・ゴファンに7-6(3), 6-4で勝利して、マスターズ初優勝を果たした。大会終了後の世界ランキング5位を更新。
そしてこの夏絶好調の勢いで臨んだ全米オープンでは、準々決勝で2016年の同大会王者スタン・ワウリンカを7-6(6), 6-3, 3-6, 6-1で破り、グランドスラムで初めてベスト4に駒を進めた。また、これにより自己最高位を更新する世界4位に浮上することが決まった。さらに準決勝ではグリゴール・ディミトロフを7-6(5), 6-4, 6-3で下し、ロシア勢では2000年のマラト・サフィン以来となる同大会の決勝進出。ロジャーズ・カップからの3大会連続決勝は、イワン・レンドル（1982年）、アンドレ・アガシ（1995年）、ラファエル・ナダル（2013年）に次いで3人目である。そして決勝、ラファエル・ナダル戦。最初の2セットを5-7, 3-6で落としたものの、そこから7-5, 6-4で挽回し、2セットオールに戻す。迎えたファイナルセット、メドベージェフは第5ゲームを40-0から失ってしまうと、第7ゲームも30-0からブレークを喫する。直後に1つブレークを返したものの、最後追いつくことは叶わず4-6で敗退。全米の決勝戦での最長を更新する4時間50分の死闘の末、準優勝に終わった。
サンクトペテルブルク・オープンで今季3勝目を挙げた。上海マスターズでもファビオ・フォニーニやステファノス・シチパスを下して6大会連続決勝進出を果たすと、決勝でアレクサンダー・ズベレフを6-4, 6-1で破りツアー7勝目。しかし、続くパリ・マスターズは初戦敗退に終わり、連続決勝進出記録は途絶えてしまった。
初出場のATPファイナルズは全敗でラウンドロビン敗退だったが、年間最多勝の活躍で飛躍の年を終えた。

### 2020年 マスターズ3勝目 ATPファイナルズ初優勝

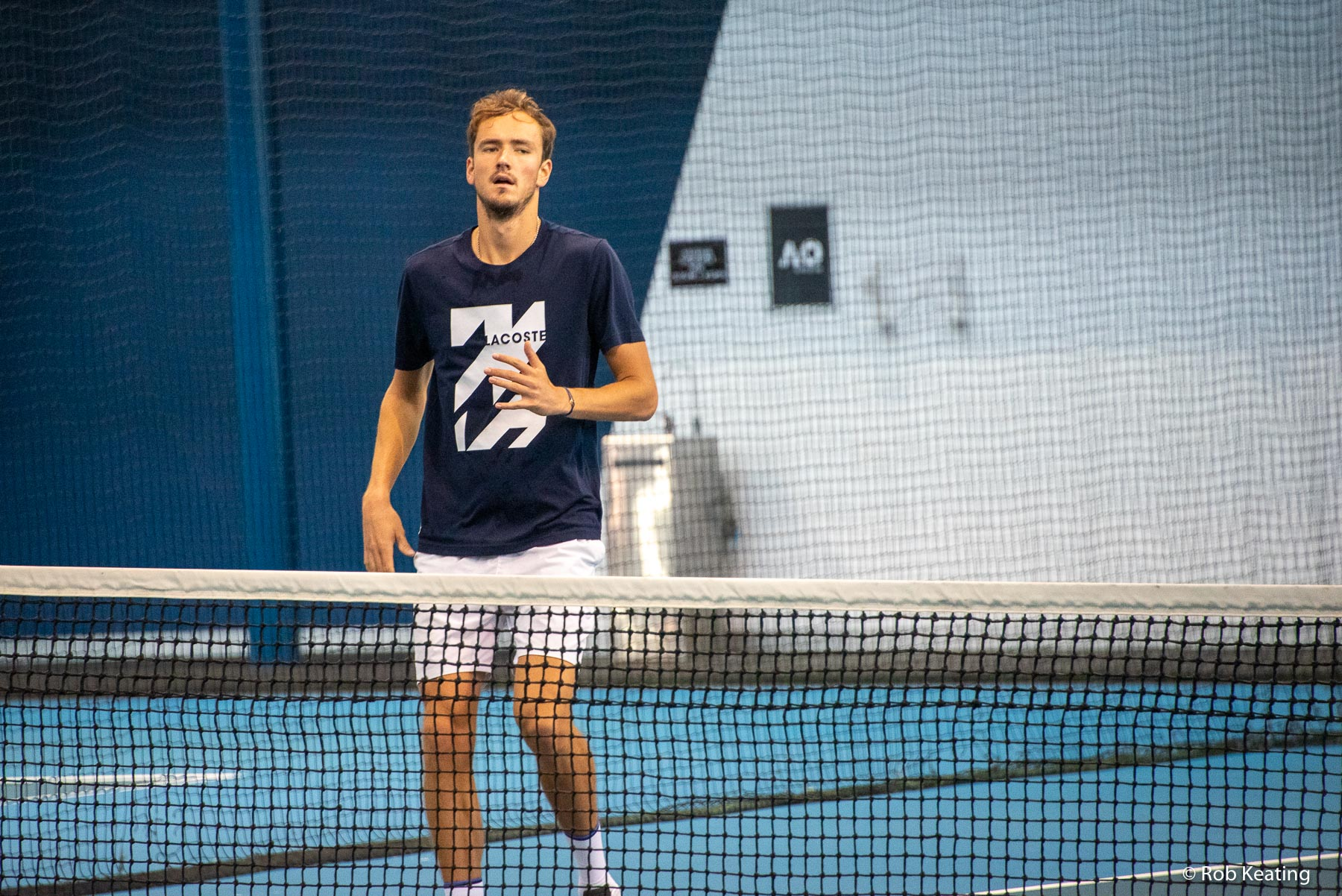
2020年全豪オープンでのダニール・メドベージェフ

ATPカップではロシア代表のエースとして出場。グループステージでイタリアのファビオ・フォニーニ、アメリカのジョン・イズナー、ノルウェーのキャスパー・ルードらを破り、ベスト8入り。準々決勝のアルゼンチン戦でディエゴ・シュワルツマンを下すなど単複ともに奮闘を見せ、チームはベスト4入りした。準決勝ではセルビアのノバク・ジョコビッチに敗れた。
全豪オープンでは第4シードとして出場して2年連続の4回戦進出。4回戦では第15シードのスタン・ワウリンカに2-6, 6-2, 6-4, 6-7(2), 2-6のフルセットで敗れた。オープン13では準々決勝でジル・シモンに敗れた。その後は新型コロナウイルス感染症の世界的流行によりツアーが中断された。
ツアー再開後のウエスタン・アンド・サザン・オープンでは準々決勝でロベルト・バウティスタ・アグートに敗れた。全米オープンには第3シードとして出場して無失セットでベスト4入りする昨年度準優勝者の威厳を見せる。準決勝では第2シードのドミニク・ティエムに2-6, 6-7(7), 6-7(5)のストレートで敗れた。
ドイツ国際オープンではウゴ・アンベールに初戦敗退。第4シードで迎えた全仏オープンでは4年連続で1回戦敗退。その後のサンクトペテルブルク・オープンでは2回戦でライリー・オペルカに敗退。エルステ・バンク・オープンでは準々決勝でケビン・アンダーソンに敗退。しかしパリ・マスターズでは決勝でアレクサンダー・ズベレフに5-7, 6-4, 6-1で逆転勝利。同大会初優勝を果たすとともに、マスターズ10003勝目を挙げた。
ATPファイナルズは3戦全勝でラウンドロビンを突破し、準決勝ではラファエル・ナダルを破る。決勝ではドミニク・ティエムに第1セットを4-6で先取されるも、第2セットをタイブレークの末取り、最終セットも勢いに乗った状態で勝ち取り最終戦初優勝を果たした。年間最終ランキングは4位。

### 2021年 全米初優勝 全豪準優勝 ATP杯初優勝 デビス杯初優勝 世界2位
ATPカップではロシア代表のエースとして出場。グループステージではアルゼンチン戦ではディエゴ・シュワルツマンを、日本戦では錦織圭を倒して、準決勝のドイツ戦ではアレクサンダー・ズベレフを破り、決勝のイタリア戦ではマッテオ・ベレッティーニに勝利し、ロシアの優勝に大きく貢献した。
全豪オープンでも勢いは続き、準々決勝で同胞アンドレイ・ルブレフを、準決勝でステファノス・チチパスをストレートで下し、連勝記録を20まで伸ばすとともに決勝進出を果たした。しかし、決勝では第1シード兼前年度覇者ノバク・ジョコビッチを前に5-7, 2-6, 2-6で敗れ、準優勝だった。
その後3月15日付の世界ランキング2位となることが確定。BIG4以外では2005年7月18日付のランキング以来の15年7ヶ月ぶりの2位となった。また、前夜のオープン13で優勝し、記録に花を添えた。
マイアミ・マスターズでは初のベスト8まで進出したがロベルト・バウティスタ・アグートに破れた。その後は苦手なクレーシーズンに突入し、マドリード・マスターズとローマ・マスターズでは早期敗退。ローマでは、試合中に「クレーコートではもうプレーしたくない！」と叫び、スーパーバイザーに「頼むから失格にしてくれ。」と懇願する奇行をとった。そのまま全仏オープンを迎える。期待値が低い中で第2シードとして出場し、自身初の準々決勝まで進出した。「例年より速い」と言われるコート で「ハードコートのようにプレーできる」ことが好成績に繋がった。準々決勝ではステファノス・チチパスに3-6, 6-7(3), 5-7のストレートで敗退したが、1回戦を突破したことのなかった全仏オープンでベスト8入りを果たした。
ウィンブルドン選手権前哨戦であるマヨルカ選手権を優勝。芝のサーフェスで初優勝を遂げると同時にツアー11勝目を達成した。ウィンブルドン選手権では3回戦で2017年ウィンブルドン選手権で準優勝したマリン・チリッチを6-7(3), 3-6, 6-3, 6-3, 6-2のフルセットで破り、自身初の4回戦に駒を進めた。4回戦では日を跨いでの死闘の結果、ホベルト・ホルカシュに6-2, 6-7(2), 6-3, 3-6, 3-6で敗退し、ベスト8入りを逃した。
2021年に開催された東京2020オリンピックにロシアオリンピック委員会として出場。オリンピック初出場し、ベスト8まで進出。準々決勝ではパブロ・カレーニョ・ブスタに敗退。ダブルスでは初戦敗退。
ナショナル・バンク・オープンではフベルト・フルカチュ、ジョン・イズナーらを破ったのち、決勝でライリー・オペルカをストレートで快勝し、マスターズ10004勝目を挙げた。ウエスタン・アンド・サザン・オープンではマッケンジー・マクドナルド、グリゴール・ディミトロフ、パブロ・カレーニョ・ブスタらを破り、ベスト4入り。準決勝ではアンドレイ・ルブレフに敗れた。
2021年全米オープンでは第2シードとして出場して決勝まで失セット1で危なげなく決勝に進出。第1シードのノバク・ジョコビッチと対戦。6-4, 6-4, 6-4のストレートで勝利を収め、グランドスラム大会初制覇を果たした。
チーム・ヨーロッパ（欧州選抜）として迎えたレーバーカップではシングルスでデニス・シャポバロフに勝利してチームの優勝に貢献した。BNPパリバ・オープンでは4回戦でグリゴール・ディミトロフに敗れた。パリ・マスターズではセバスチャン・コルダ、ユーゴ・ガストン、アレクサンダー・ズベレフらを下して決勝進出。全米オープン決勝の相手ノバク・ジョコビッチにリベンジされて準優勝。
昨年初優勝を果たしたATPファイナルズには「レッド・グループ」に割り振られ、フベルト・フルカチュ、アレクサンダー・ズベレフ、ヤニック・シナーを下してグループ1位で準決勝進出。キャスパー・ルードを破り、2連覇をかけて決勝に進出。決勝ではズベレフと再び対戦し、4-6, 4-6で敗れて、2連覇は果たせなかった。
デビスカップ・ファイナルズ2021はロシアテニス連盟として出場。決勝でクロアチアのマリン・チリッチを破り、優勝に貢献。年間最終ランキングは2位。

### 2022年 全豪準優勝 世界1位
全豪オープンでは2回戦でニック・キリオスを下して、準々決勝でフェリックス・オジェ＝アリアシム、準決勝でステファノス・チチパスを破り、昨年と同じく決勝進出。決勝ではラファエル・ナダルに6-2, 7-6(5), 4-6, 4-6, 5-7のフルセットの末に敗れて準優勝。
2月のメキシコ・オープンに参戦中、同時に行われていたドバイ・デューティ・フリー・テニス選手権に出場していたノバク・ジョコビッチが敗退した時点で、翌週発表のランキングにおいてメドベージェフのポイントがジョコビッチを逆転することが確定し、ATP史上27人目の世界ランク1位につくことになった。ATPにおいてBIG4以外の選手がトップに立つのは2004年以来で、ロシア人選手が世界ランキング1位になるのはエフゲニー・カフェルニコフとマラト・サフィンに続いて史上3人目のことであった。メキシコ・オープンは準決勝でまたナダルに敗れて、ベスト4入り。その後3週間でジョコビッチに抜き返されてしまい、ベスト4以上で1位復帰のマイアミ・オープンではベスト8に終わった。その敗退後、数か月間悩まされてきたヘルニアの手術を受けることを発表。5月中旬に復帰し、復帰2大会目の全仏オープンは4回戦進出。4回戦ではマリン・チリッチに2-6, 3-6, 2-6のストレートで敗れた。
グラスシーズンではリベマ・オープンとハレ・オープンで2週連続決勝進出（ともに準優勝）して1位に返り咲く充実ぶりを見せるも、ウクライナ侵攻の影響でAELTCがロシア人・ベラルーシ人選手の参加を拒否したため、ウィンブルドン選手権は出場できなかった。しかし、この排除行為を差別として容認しないATPがポイント不付与にしたことで、大会結果に関係なく2位と差が開くメドベージェフに優位な皮肉となった。なお、大会期間中は元サッカードイツ代表のバスティアン・シュヴァインシュタイガーとゴルフを楽しんでいた。
ウエスタン・アンド・サザン・オープンではベスト4。ディフェンディングチャンピオンかつ第1シードとして迎えた全米オープンでは4回戦で第23シードのキリオスに敗れ、準々決勝進出を逃した。10月のエルステ・バンク・オープン決勝でデニス・シャポバロフを破り、今季初優勝。しかし、ATPファイナルズは全敗で敗退するなどし、年末順位は7位に留まった。

### 2023年 全米準優勝 ウィンブルドンベスト4 マスターズ6勝目
1月、アデレード国際1ではベスト4進出。準決勝ではノバク・ジョコビッチに3-6, 4-6のストレートで敗れた。全豪オープンでは3回戦で第29シードのセバスチャン・コルダに6-7(7), 3-6, 6-7(4)のストレートで敗れた。世界ランキングが12位に下がった。
2月中旬からのABNアムロ・オープン、カタール・エクソンモービル・オープン、ドバイ・テニス選手権で3週連続優勝を果たす。この中には、BIG4の
アンディ・マリーや同じくBIG4でATPランキング1位で20連勝中だったジョコビッチ撃破も含む。
3月のBNPパリバ・オープンでは決勝進出するも、カルロス・アルカラスに3-6, 2-6のストレートで敗れ、準優勝。連勝は19で止まった。続くマイアミ・オープンも決勝に進出すると、ヤニック・シナーを7-5, 6-3のストレートで破り、同大会初優勝、ATPマスターズ1000では5勝目を挙げた。大会後には世界ランキングは4位に回復。

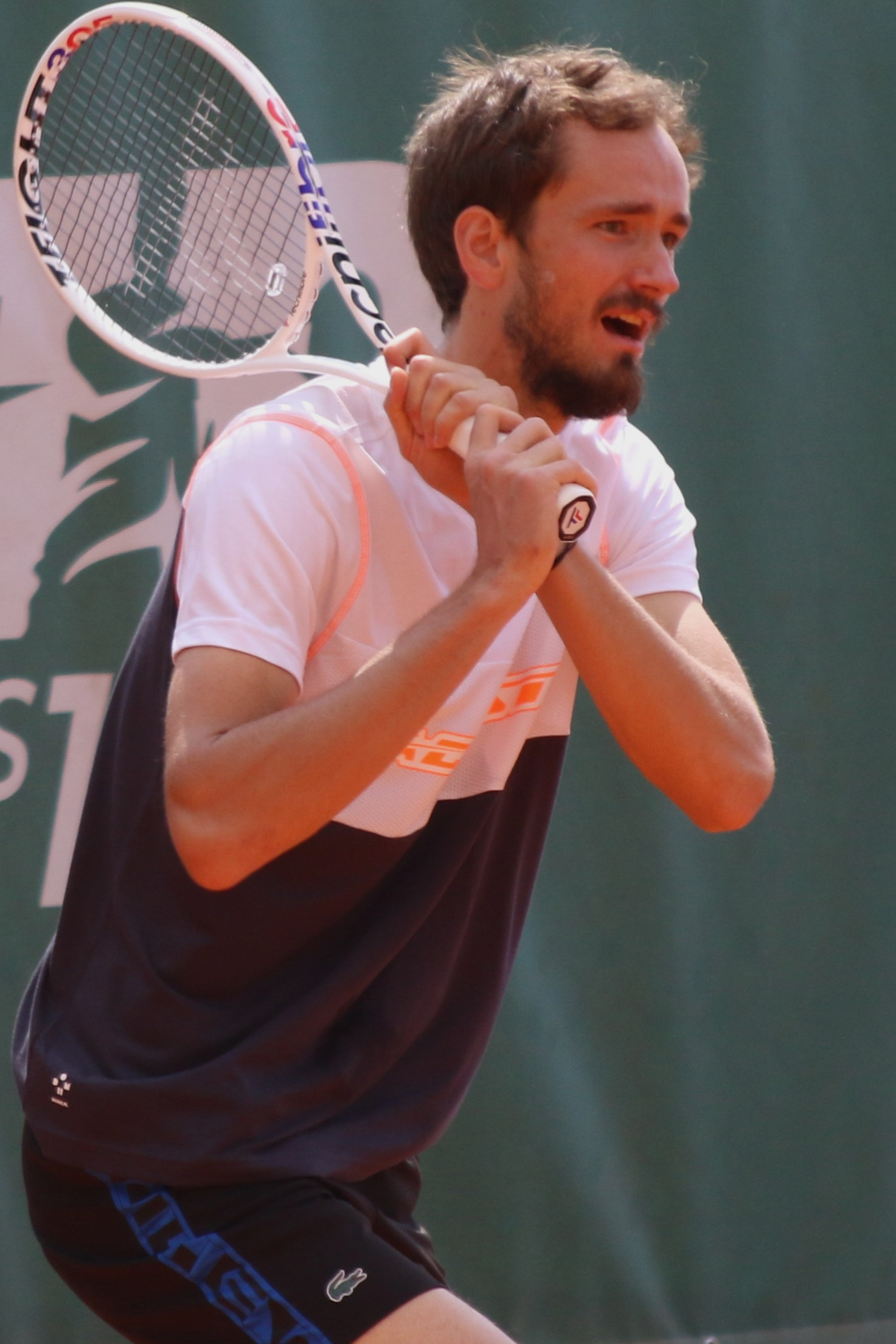
2023年モンテカルロ・マスターズでのダニール・メドベージェフ

4月、モンテカルロ・マスターズではベスト8進出。準々決勝ではホルガ・ルーネに3-6, 4-6のストレートで敗れた。マドリード・オープンでは4回戦で敗退したが、この大会中にツアー300勝目を達成。
5月、BNLイタリア国際では1回戦でエーミル・ルースヴオリを6-4, 6-2のストレートで下して、4度目の出場で初勝利を挙げた。さらに4回戦ではアレクサンダー・ズベレフを6-2, 7-6(3)、準決勝ではステファノス・チチパスを7-5, 7-5、決勝ではルーネを7-5, 7-5で次々と優勝候補選手らを下し、クレー大会初優勝を果たした。しかし、全仏オープンでは1回戦でチアゴ・ザイボチ・ヴィウチに6-7(5), 7-6(6), 6-2, 3-6, 4-6のフルセットの末に敗れ、3年ぶり5度目の初戦敗退を喫した。
6月、ロスマーレン・グラスコート選手権では第1シードとして出場するも、アドリアン・マナリノに6-4, 4-6, 2-6で初戦敗退。ハレ・オープンではベスト8進出。準々決勝ではロベルト・バウティスタ・アグートに敗退。
7月、ウィンブルドン選手権では初のベスト8進出。さらに準々決勝ではクリストファー・ユーバンクスに6-4, 1-6, 4-6, 7-6(4), 6-1のフルセットで下し、ベスト4進出。準決勝では第1シードのアルカラスに3-6, 3-6, 3-6のストレートで敗退。
8月、ナショナル・バンク・オープンでは準々決勝でアレックス・デミノーに6-7(7), 5-7のストレートで敗れた。ウエスタン・アンド・サザン・オープンではズベレフに4-6, 7-5, 4-6で敗退。

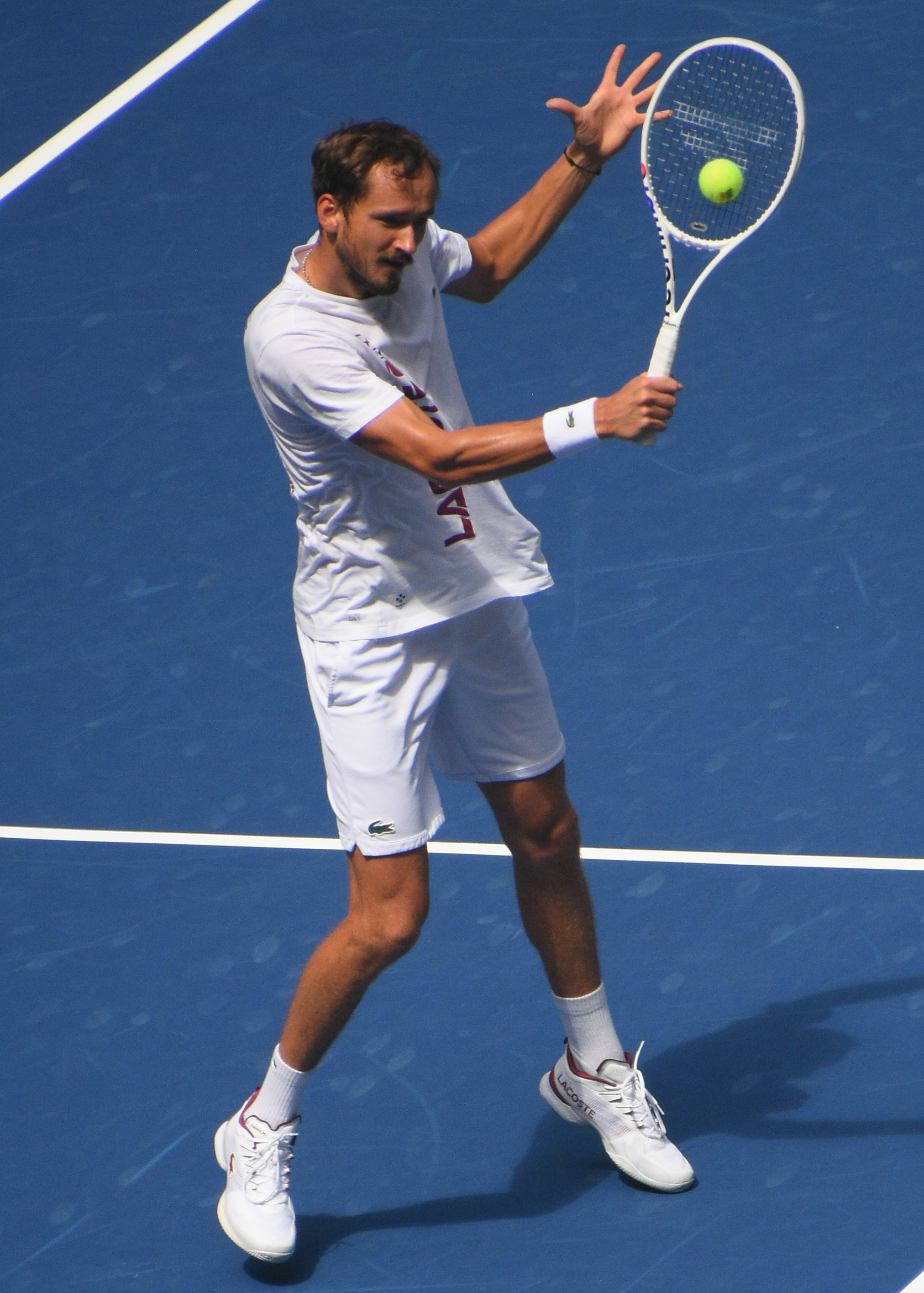
2023年全米オープンでのダニール・メドベージェフ

9月、全米オープンでは4回戦で第13シードのデミノーを6-2, 4-6, 1-6, 2-6、準々決勝ではアンドレイ・ルブレフを4-6, 3-6, 4-6、準決勝では第1シードのアルカラスを7-6(3), 6-1, 3-6, 6-3で破り、2021年以来の2度目の決勝進出を果たしたが、決勝では第3シードのジョコビッチに3-6, 6-7, 3-6のストレートで敗れ、再び準優勝。
10月、トップシード勢が集うこととなったチャイナ・オープンでは決勝進出。決勝ではシナーに6-7(2), 6-7(2)のストレートの接戦で敗れた。上海マスターズでは3回戦でコーダに6-7(8), 2-6で敗れた。エルステ・バンク・オープンでは決勝でシナーに6-7(7), 6-4, 3-6で敗退。
11月、パリ・マスターズではグリゴール・ディミトロフに3-6, 7-6(4), 6-7(2)で初戦敗退。2023年ATPファイナルズではレースランキング3位で5年連続5度目の出場。「レッドグループ」での結果はアルカラス（4-6, 4-6）、ルブレフ（6-4, 6-2）、ズベレフ（7-6(7), 6-4）上記の結果、ベスト4進出。準決勝ではシナーに3-6, 7-6(4), 1-6で敗れた。年間最終ランキングは3位。

### 2024年 全豪準優勝 ツアー通算350勝 マスターズ100勝
全豪オープンには前哨戦を挟まず直行。2回戦のエーミル・ルースブオリ戦（3-6, 6-7(1), 6-4, 7-6(1), 6-0）、準決勝のアレクサンダー・ズベレフ戦（5-7, 3-6, 7-6(4), 7-6(5), 6-3）と2度の2セットダウンを跳ね除け3度目の決勝進出を果たす。しかし決勝でヤニック・シナーに3-6, 3-6, 6-4, 6-4, 6-3のフルセットで敗戦。一昨年と同じように2セットアップからの逆転をやられ、またしても栄冠を掴めなず、準優勝。
BNPパリバ・オープンでは決勝進出。決勝ではカルロス・アルカラスに6-7(5), 1-6のストレートで敗れ、準優勝。マイアミ・オープン4回戦ではドミニク・コプファーを7-6(5), 6-0のストレートで破ったことでツアー通算350勝を記録した。さらに準々決勝ではニコラス・ジャリーを6-2, 7-6(7)で破り、ベスト4入り。準決勝ではシナーに1-6, 2-6で連敗。
BNLイタリア国際では2回戦でジャック・ドレイパーを7-5, 6-4のストレートで下してATPマスターズ1000において100勝を記録した。全仏オープンでは1回戦でコプファーを6-3, 6-4, 5-7, 6-3、2回戦でミオミル・キツマノビッチを6-1, 5-0の時点で相手の不戦勝で、3回戦でトマーシュ・マハーチを7-6(4), 7-5, 1-6, 6-4で下して、4回戦進出。4回戦ではアレックス・デミノーに6-4, 2-6, 1-6, 3-6の逆転で敗れた。

### 2025年 ツアー通算400勝
全豪オープンでは第5シードとして出場して、1回戦でワイルドカード（主催者推薦）で出場した世界ランキング418位のカシディット・サムレジを6-2, 4-6, 3-6, 6-1, 6-2のフルセットの熱戦の末に下し、8年連続8度目の初戦突破を果たしたものの、予選勝者で世界ランキング121位のラーナー・ティエンと3-6, 6-7 (4), 7-6 (8), 6-1, 6-7 (7)のフルセットで屈して2回戦敗退となる波乱が起きた。
オープン13では予選勝者で世界ランキング192位のピエール＝ユーグ・エルベールに6-2, 6-4のストレートで快勝し、4年ぶり4度目のベスト8進出を果たした。準々決勝では世界ランキング46位のヤン＝レナード・ストルフを6-3, 6-2のストレートで破り、今季ツアー初のベスト4進出を果たした。準決勝ではハマド・メジェドビッチに3-6, 2-6のストレートで敗れた。カタール・エクソンモービル・オープンではカレン・ハチャノフを4-6, 7-5, 6-3の逆転で下し、2年ぶり2度目の初戦突破を果たした。しかし、準々決勝でのフェリックス・オジェ＝アリアシム戦では第１セットを3-6で落とした時点で途中棄権し、ベスト4進出とはならなかった。メドベージェフは試合後に食中毒であったことを明かした。ドバイ・テニス選手権では準々決勝でタロン・フリークスポールに6-2, 6-7 (7), 5-7の逆転で敗れて準々決勝敗退となった。この試合、メドベージェフは第2セットで4本のマッチポイントを逃がしており、苛立ちから試合後にラケットを破壊するなどした。
BNPパリバ・オープンではアルトゥール・フィスを6-4, 2-6, 7-6 (7)のフルセットの熱戦の末に下し、3年連続3度目のベスト4進出を果たした。勝利の瞬間、メドベージェフは珍しく喜びの感情を爆発させた。若かりし頃は勝利の瞬間に大きく喜ぶ姿もあったメドベージェフだが、徐々にそのようなことは減っていき、近年は勝利の瞬間に喜びを大きく表現することは滅多になくなっている。大会後には「（今日）僕は勝利することができて嬉しかった。勝てて本当に嬉しい」とコメントした。準決勝ではホルガ・ルーネに5-7, 4-6のストレートで敗れた。マイアミ・オープンではハウメ・ムナルに2-6, 3-6のストレートで敗れ、初戦敗退となった。3月31日付の世界ランキングで前回から3つ下げて11位となり、2023年2月13日以来、約2年2ヵ月ぶりにトップ10から陥落した。
全仏オープンでは9年連続9度目、第11シードとして出場するも、世界ランキング81位のキャメロン・ノリーに5-7, 3-6, 6-4, 6-1, 5-7のフルセットで敗れ、同大会で6度目の初戦敗退を喫した。

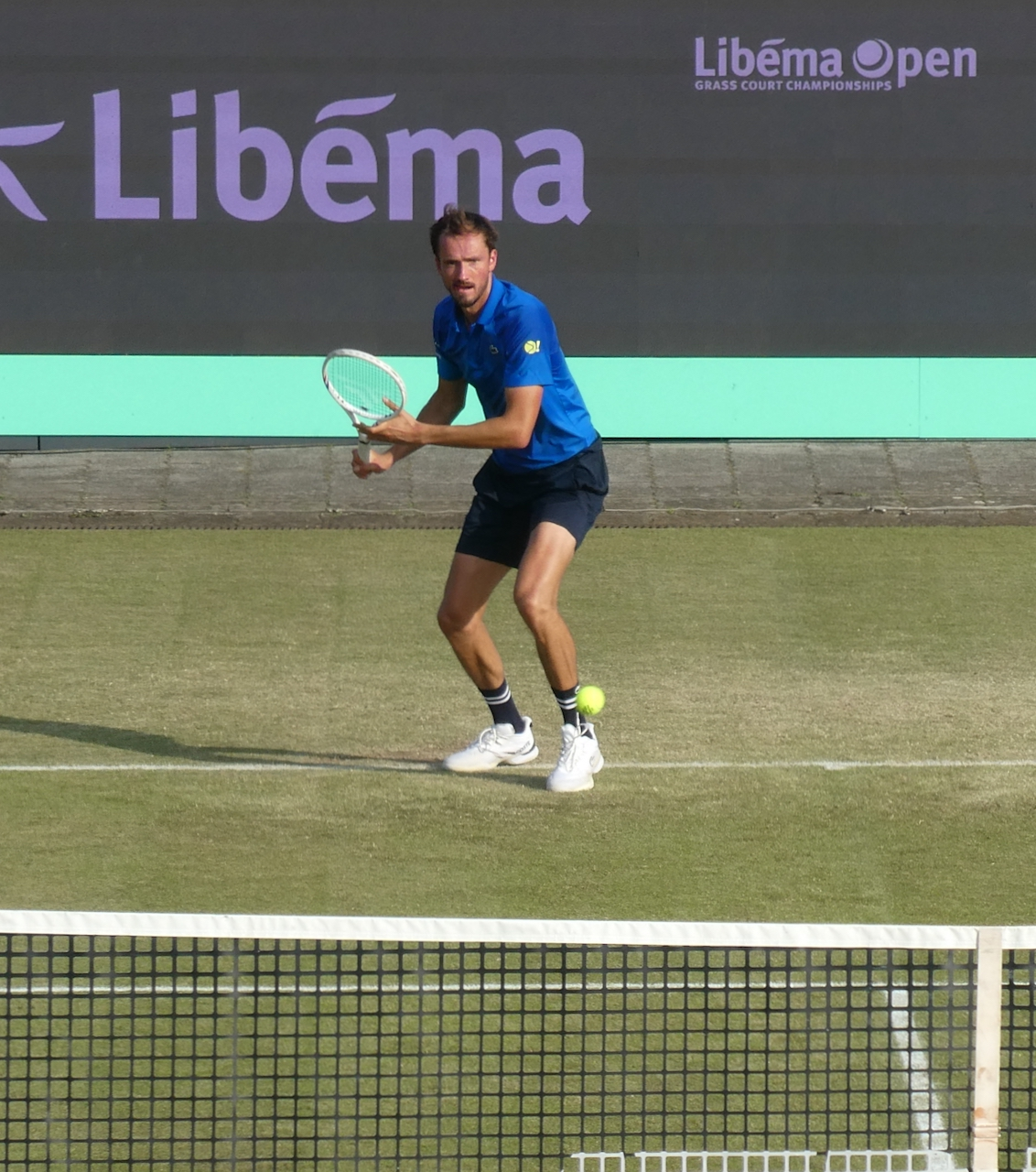
2025年リベマ・オープンでのダニール・メドベージェフ

テラ・ヴォートマン・オープンでは2回戦で世界ランキング48位のクエンティン・ハリーズを6-2, 7-5のストレートで下し、2年ぶり3度目のベスト8進出を果たすとともに、ツアー通算400勝目を達成。これは、現役選手としては10人目の快挙となった。準々決勝で世界ランキング33位のアレックス・ミケルセンを6-4, 6-3のストレートで下し、3年ぶり2度目のベスト4進出を果たした。この試合、メドベージェフはロブで頭上を抜かれた際、振り向きざまに放ったフォアハンドでウィナーを決めるスーパープレーで観客を沸かせる場面があった。準決勝で第2シードのアレクサンダー・ズベレフを7-6 (3), 6-7 (1), 6-4のフルセットの激闘の末に破り、3年ぶり2度目の決勝進出を果たすとともに、約2年ぶりとなるツアー優勝に王手をかけた。決勝ではアレクサンダー・ブブリクに3-6, 6-7(4)のストレートで敗れ、準優勝となった。ウィンブルドン選手権では3年連続7度目、第9シードとして出場するも、バンジャマン・ボンジに6-7 (2), 6-3, 6-7 (3), 2-6で敗れ、初戦敗退となった。

## プレースタイル
フラットドライブのストロークを軸に戦うベースライナー。長身ながらスピードと体力による高いコートカバーリング能力を有しており、低い位置で卓越した能力を発揮する。その非常に広いコートカバーから「オクトパス」とも称される。武器はバックハンドストロークで、正確な深い球のダウンザラインでウィナーを奪う。サーブも強力で、212 km/hに達するフラットサーブとキックやスライスのセカンドサーブを駆使し、81.5%をキープしている。
ステファノス・チチパスは「奇妙」で「どうしてミスしたのか分からないようなミスショットを打たされてしまう」と評し、錦織圭は「他の選手の戦い方をよくわかっていて、どのようなタイプの選手に対しても、とてもうまく対応していると思います」とコメントしている。
2017年ウィンブルドン選手権で主審にコインを投げつけたり、2019年全米オープンでは中指を立てたりと、問題行動を時折見せることもある。

## 主要大会決勝

### グランドスラム

#### シングルス：6（優勝1回, 準優勝5回）
| 結果   | 年     | 大会         | サーフェス | 対戦相手             | スコア                       |
| ------ | ------ | ------------ | ---------- | -------------------- | ---------------------------- |
| 準優勝 | 2019年 | 全米オープン | ハード     | ラファエル・ナダル   | 5-7, 3-6, 7-5, 6-4, 4-6      |
| 準優勝 | 2021年 | 全豪オープン | ハード     | ノバク・ジョコビッチ | 5-7, 2-6, 2-6                |
| 優勝   | 2021年 | 全米オープン | ハード     | ノバク・ジョコビッチ | 6-4, 6-4, 6-4                |
| 準優勝 | 2022年 | 全豪オープン | ハード     | ラファエル・ナダル   | 6-2, 7-6(7-5), 4-6, 4-6, 5-7 |
| 準優勝 | 2023年 | 全米オープン | ハード     | ノバク・ジョコビッチ | 3-6, 6-7(5–7), 3-6           |
| 準優勝 | 2024年 | 全豪オープン | ハード     | ヤニック・シナー     | 6-3, 6-3, 4-6, 4-6, 3-6      |

### ATPファイナルズ

#### シングルス：2（優勝1回, 準優勝1回）
| 結果   | 年     | 大会     | サーフェス    | 対戦相手                 | スコア             |
| ------ | ------ | -------- | ------------- | ------------------------ | ------------------ |
| 優勝   | 2020年 | ロンドン | ハード (室内) | ドミニク・ティーム       | 4-6, 7-6(7-2), 6-4 |
| 準優勝 | 2021年 | トリノ   | ハード (室内) | アレクサンダー・ズベレフ | 4-6, 4-6           |

### ATPマスターズ1000

#### シングルス：10（優勝6回, 準優勝4回）
| 結果   | 年     | 大会                 | サーフェス    | 対戦相手                 | スコア        |
| ------ | ------ | -------------------- | ------------- | ------------------------ | ------------- |
| 準優勝 | 2019年 | モントリオール       | ハード        | ラファエル・ナダル       | 3-6, 0-6      |
| 優勝   | 2019年 | シンシナティ         | ハード        | ダビド・ゴファン         | 7-6(7-3), 6-4 |
| 優勝   | 2019年 | 上海                 | ハード        | アレクサンダー・ズベレフ | 6-4, 6-1      |
| 優勝   | 2020年 | パリ                 | ハード (室内) | アレクサンダー・ズベレフ | 5-7, 6-4, 6-1 |
| 優勝   | 2021年 | トロント             | ハード        | ライリー・オペルカ       | 6-4, 6-3      |
| 準優勝 | 2021年 | パリ                 | ハード (室内) | ノバク・ジョコビッチ     | 6-4, 3-6, 3-6 |
| 準優勝 | 2023年 | インディアンウェルズ | ハード        | カルロス・アルカラス     | 3-6, 2-6      |
| 優勝   | 2023年 | マイアミ             | ハード        | ヤニック・シナー         | 7-5, 6-3      |
| 優勝   | 2023年 | ローマ               | クレー        | ホルガ・ルーネ           | 7-5, 7-5      |
| 準優勝 | 2024年 | インディアンウェルズ | ハード        | カルロス・アルカラス     | 6-7(5-7), 1-6 |

## ATPツアー決勝進出結果

### シングルス：39回（20勝19敗）
| 大会グレード                    |
| グランドスラム (1–5)            |
| ATPファイナルズ (1–1)           |
| ATPツアー・マスターズ1000 (6–4) |
| ATPツアー500 (4–6)              |
| ATPツアー250 (8–3)              |

| サーフェス別タイトル |
| ハード (18–15)       |
| クレー (1–1)         |
| 芝 (1–3)             |
| カーペット (0–0)     |

| 結果   | No. | 決勝日         | 大会                   | サーフェス    | 対戦相手                         | スコア                       |
| ------ | --- | -------------- | ---------------------- | ------------- | -------------------------------- | ---------------------------- |
| 準優勝 | 1.  | 2017年1月8日   | チェンナイ             | ハード        | ロベルト・バウティスタ・アグート | 3-6, 4-6                     |
| 優勝   | 1.  | 2018年1月13日  | シドニー               | ハード        | アレックス・デミノー             | 1-6, 6-4, 7-5                |
| 優勝   | 2.  | 2018年8月25日  | ウィンストン・セーラム | ハード        | スティーブ・ジョンソン           | 6-4, 6-4                     |
| 優勝   | 3.  | 2018年10月7日  | 東京                   | ハード (室内) | 錦織圭                           | 6-2, 6-4                     |
| 準優勝 | 2.  | 2019年1月6日   | ブリスベン             | ハード        | 錦織圭                           | 4-6, 6-3, 2-6                |
| 優勝   | 4.  | 2019年2月10日  | ソフィア               | ハード (室内) | マートン・フチョビッチ           | 6-4, 6-3                     |
| 準優勝 | 3.  | 2019年4月28日  | バルセロナ             | クレー        | ドミニク・ティーム               | 4-6, 0-6                     |
| 準優勝 | 4.  | 2019年8月4日   | ワシントンD.C.         | ハード        | ニック・キリオス                 | 6-7(6-8), 6-7(4-7)           |
| 準優勝 | 5.  | 2019年8月11日  | モントリオール         | ハード        | ラファエル・ナダル               | 3-6, 0-6                     |
| 優勝   | 5.  | 2019年8月18日  | シンシナティ           | ハード        | ダビド・ゴファン                 | 7-6(7-3), 6-4                |
| 準優勝 | 6.  | 2019年9月8日   | 全米オープン           | ハード        | ラファエル・ナダル               | 5-7, 3-6, 7-5, 6-4, 4-6      |
| 優勝   | 6.  | 2019年9月22日  | サンクトペテルブルク   | ハード (室内) | ボルナ・チョリッチ               | 6-3, 6-1                     |
| 優勝   | 7.  | 2019年10月13日 | 上海                   | ハード        | アレクサンダー・ズベレフ         | 6-4, 6-1                     |
| 優勝   | 8.  | 2020年11月8日  | パリ                   | ハード (室内) | アレクサンダー・ズベレフ         | 5-7, 6-4, 6-1                |
| 優勝   | 9.  | 2020年11月23日 | ロンドン               | ハード (室内) | ドミニク・ティーム               | 4-6, 7-6(7-2), 6-4           |
| 準優勝 | 7.  | 2021年2月21日  | 全豪オープン           | ハード        | ノバク・ジョコビッチ             | 5-7, 2-6, 2-6                |
| 優勝   | 10. | 2021年3月14日  | マルセイユ             | ハード (室内) | ピエール＝ユーグ・エルベール     | 6-4, 6-7(4-7), 6-4           |
| 優勝   | 11. | 2021年6月27日  | マヨルカ               | 芝            | サム・クエリー                   | 6-4, 6-2                     |
| 優勝   | 12. | 2021年8月15日  | トロント               | ハード        | ライリー・オペルカ               | 6-4, 6-3                     |
| 優勝   | 13. | 2021年9月12日  | 全米オープン           | ハード        | ノバク・ジョコビッチ             | 6-4, 6-4, 6-4                |
| 準優勝 | 8.  | 2021年11月7日  | パリ                   | ハード (室内) | ノバク・ジョコビッチ             | 6-4, 3-6, 3-6                |
| 準優勝 | 9.  | 2021年11月21日 | トリノ                 | ハード (室内) | アレクサンダー・ズベレフ         | 4-6, 4-6                     |
| 準優勝 | 10. | 2022年1月30日  | 全豪オープン           | ハード        | ラファエル・ナダル               | 6-2, 7-6(7-5), 4-6, 4-6, 5-7 |
| 準優勝 | 11. | 2022年6月12日  | スヘルトーヘンボス     | 芝            | ティム・ファン・ライトホフェン   | 4-6, 1-6                     |
| 準優勝 | 12. | 2022年6月19日  | ハレ                   | 芝            | フベルト・フルカチュ             | 1-6, 4-6                     |
| 優勝   | 14. | 2022年8月7日   | ロス・カボス           | ハード        | キャメロン・ノリー               | 7-5, 6-0                     |
| 優勝   | 15. | 2022年10月30日 | ウィーン               | ハード (室内) | デニス・シャポバロフ             | 4-6, 6-3, 6-2                |
| 優勝   | 16. | 2023年2月19日  | ロッテルダム           | ハード (室内) | ヤニック・シナー                 | 5-7, 6-2, 6-2                |
| 優勝   | 17. | 2023年2月26日  | ドーハ                 | ハード        | アンディ・マリー                 | 6-4, 6-4                     |
| 優勝   | 18. | 2023年3月5日   | ドバイ                 | ハード        | アンドレイ・ルブレフ             | 6-2, 6-2                     |
| 準優勝 | 13. | 2023年3月20日  | インディアンウェルズ   | ハード        | カルロス・アルカラス             | 3-6, 2-6                     |
| 優勝   | 19. | 2023年4月2日   | マイアミ               | ハード        | ヤニック・シナー                 | 7-5, 6-3                     |
| 優勝   | 20. | 2023年5月21日  | ローマ                 | クレー        | ホルガ・ルーネ                   | 7-5, 7-5                     |
| 準優勝 | 14. | 2023年9月10日  | 全米オープン           | ハード        | ノバク・ジョコビッチ             | 3-6, 6-7(5-7), 3-6           |
| 準優勝 | 15. | 2023年10月4日  | 北京                   | ハード        | ヤニック・シナー                 | 6-7(2-7), 6-7(2-7)           |
| 準優勝 | 16. | 2023年10月29日 | ウィーン               | ハード (室内) | ヤニック・シナー                 | 6-7(7-9), 6-4, 3-6           |
| 準優勝 | 17. | 2024年1月28日  | 全豪オープン           | ハード        | ヤニック・シナー                 | 6-3, 6-3, 4-6, 4-6, 3-6      |
| 準優勝 | 18. | 2024年3月17日  | インディアンウェルズ   | ハード        | カルロス・アルカラス             | 6-7(5-7), 1-6                |
| 準優勝 | 19. | 2025年6月22日  | ハレ                   | 芝            | アレクサンダー・ブブリク         | 3-6, 6-7(4-7)                |

## 成績
略語の説明
| W | F | SF | QF | #R | RR | Q# | LQ | A | Z# | PO | G | S | B | NMS | P | NH |

W=優勝, F=準優勝, SF=ベスト4, QF=ベスト8, #R=#回戦敗退, RR=ラウンドロビン敗退, Q#=予選#回戦敗退, LQ=予選敗退, A=大会不参加, Z#=デビスカップ/BJKカップ地域ゾーン, PO=デビスカップ/BJKカッププレーオフ, G=オリンピック金メダル, S=オリンピック銀メダル, B=オリンピック銅メダル, NMS=マスターズシリーズから降格, P=開催延期, NH=開催なし.
| 大会                      | 2015            | 2016            | 2017            | 2018            | 2019     | 2020     | 2021     | 2022     | 2023     | 2024  | 2025  | 通算成績 |
| ------------------------- | --------------- | --------------- | --------------- | --------------- | -------- | -------- | -------- | -------- | -------- | ----- | ----- | -------- |
| グランドスラム            |                 |                 |                 |                 |          |          |          |          |          |       |       |          |
| 全豪オープン              | A               | A               | 1R              | 2R              | 4R       | 4R       | F        | F        | 3R       | F     | 2R    | 28–9     |
| 全仏オープン              | A               | A               | 1R              | 1R              | 1R       | 1R       | QF       | 4R       | 1R       | 4R    | 1R    | 10–9     |
| ウィンブルドン            | A               | Q3              | 2R              | 3R              | 3R       | NH       | 4R       | A        | SF       | SF    | 1R    | 18–7     |
| 全米オープン              | A               | Q1              | 1R              | 3R              | F        | SF       | W        | 4R       | F        | QF    |       | 33–7     |
| 合計                      | 0-0             | 0-0             | 1-4             | 5-4             | 11-4     | 8-3      | 20-3     | 12-3     | 13-4     | 18-4  | 1-3   | 89–32    |
| 年間最終戦                |                 |                 |                 |                 |          |          |          |          |          |       |       |          |
| ATPファイナルズ           | Did Not Qualify | Did Not Qualify | Did Not Qualify | Did Not Qualify | RR       | W        | F        | RR       | SF       | RR    |       | 12–11    |
| ATPツアー・マスターズ1000 |                 |                 |                 |                 |          |          |          |          |          |       |       |          |
| インディアンウェルズ      | A               | A               | 1R              | 3R              | 3R       | NH       | 4R       | 3R       | F        | F     | SF    | 20–8     |
| マイアミ                  | A               | A               | A               | 2R              | 4R       | NH       | QF       | QF       | W        | SF    | 2R    | 18–6     |
| モンテカルロ              | A               | Q1              | 1R              | 2R              | SF       | NH       | A        | A        | QF       | 3R    | 3R    | 10–6     |
| マドリード                | A               | A               | A               | 1R              | 1R       | NH       | 3R       | A        | 4R       | QF    | QF    | 8–6      |
| ローマ                    | A               | A               | A               | 1R              | 1R       | A        | 2R       | A        | W        | 4R    | 4R    | 10–5     |
| カナダ                    | A               | A               | 1R              | 3R              | F        | NH       | W        | 2R       | QF       | 2R    | 3R    | 14–7     |
| シンシナティ              | A               | A               | 1R              | 1R              | W        | QF       | SF       | SF       | 3R       | 2R    | 2R    | 15–8     |
| 上海                      | A               | A               | 1R              | 2R              | W        | Not Held | Not Held | Not Held | 3R       | QF    |       | 10–4     |
| パリ                      | A               | A               | Q1              | 2R              | 2R       | W        | F        | 2R       | 2R       | 2R    |       | 10–6     |
| 合計                      | 0-0             | 0-0             | 0-5             | 8-9             | 22-7     | 7-1      | 18-6     | 7-5      | 24-7     | 18-9  | 11-7  | 115–56   |
| 国別対抗戦                |                 |                 |                 |                 |          |          |          |          |          |       |       |          |
| オリンピック              | NH              | A               | Not Held        | Not Held        | Not Held | Not Held | QF       | Not Held | Not Held | 3R    | NH    | 5–2      |
| デビスカップ              | A               | A               | 1R              | Z1              | QR       | NH       | W        | A        | A        | A     | A     | 8–2      |
| 通算成績                  |                 |                 |                 |                 |          |          |          |          |          |       |       |          |
|                           | 2015            | 2016            | 2017            | 2018            | 2019     | 2020     | 2021     | 2022     | 2023     | 2024  | 2025  | 通算     |
| 出場大会数                | 0               | 5               | 24              | 26              | 23       | 11       | 17       | 18       | 22       | 18    | 16    | 180      |
| 優勝大会数                | 0               | 0               | 0               | 3               | 4        | 2        | 4        | 2        | 5        | 0     | 0     | 20       |
| 決勝進出大会数            | 0               | 0               | 1               | 3               | 9        | 2        | 7        | 5        | 9        | 2     | 1     | 39       |
| 本戦勝–敗                 | 0–0             | 5–5             | 24–26           | 43–24           | 59–21    | 28–10    | 63–13    | 45–19    | 66–18    | 46–21 | 24–16 | 403–173  |
| 年末の順位                | 329             | 99              | 65              | 16              | 5        | 4        | 2        | 7        | 3        | 5     |       |          |

### 大会最高成績
| 大会                     | 成績 | 年         |
| ------------------------ | ---- | ---------- |
| ATPファイナルズ          | W    | 2020       |
| インディアンウェルズ     | F    | 2023, 2024 |
| マイアミ                 | W    | 2023       |
| モンテカルロ             | SF   | 2019       |
| マドリード               | QF   | 2024, 2025 |
| ローマ                   | W    | 2023       |
| カナダ                   | W    | 2021       |
| シンシナティ             | W    | 2019       |
| 上海                     | W    | 2019       |
| パリ                     | W    | 2020       |
| オリンピック             | QF   | 2021       |
| デビスカップ             | W    | 2021       |
| ATPカップ                | W    | 2021       |
| Next Gen ATPファイナルズ | SF   | 2017       |